# Рябинницы
Рябинницы — деревня в Ковровском районе Владимирской области России, входит в состав Клязьминского сельского поселения.

## География
Деревня расположена в 24 км на восток от районного центра Ковров. 

## История
В конце XIX — начале XX века деревня входила в состав Санниковской волости Ковровского уезда, с 1926 года — в составе Осиповской волости. В 1859 году в деревне числилось 17 дворов, в 1905 году — 8 дворов, в 1926 году — 8 дворов.
С 1929 года деревня входила в состав Санниковского сельсовета Ковровского района, с 2005 года — в составе Клязьминского сельского поселения.

## Население
| 1859 | 1905 | 1926 | 2002 | 2010 | 2021 |
| ---- | ---- | ---- | ---- | ---- | ---- |
| 151  | ↘18  | ↗42  | ↘4   | ↗6   | ↗8   |

## Известные жители
Из деревни происходит основатель известного купеческого рода Гадаловых — Пётр Гадалов.